# ایثار (فیلم ۱۹۸۶)
ایثار (به سوئدی: Offret) فیلمی درام اثر آندری تارکوفسکی کارگردان اهل شوروی است که در سال ۱۹۸۶ ساخته شد. این اثر سومین فیلم تارکوفسکی پس از خروج وی از کشور به عنوان یک مهاجر شوروی، پس از نوستالژیا و مستند سفر در زمان بود و همچنین آخرین فیلم او بود، زیرا او اندکی پس از اتمام آن درگذشت. این اثر همانند فیلم سولاریس سال ۱۹۷۲، در جشنواره فیلم کن موفق به کسب جایزه بزرگ شد.

## داستان
در سالروز تولد الکساندر (ارلاند یوسفسن)، کمدینی قدیمی که صحنه را ترک کرده تا به عنوان روزنامه‌نگار، منتقد و مدرس زیبایی‌شناسی فعالیت کند، وی خبردار می‌شود فاجعه ای اتمی در حال وقوع است. او نذر می‌کند که اگر همه چیز مانند گذشته آرام شود، از هر آنچه دارد می‌گذرد…

## رابطه فیلم با برگمان
این فیلم نشان‌دهنده علاقه و احترام تارکوفسکی به اینگمار برگمان کارگردان سوئدی است. فیلم در یکی از جزیره‌های سوئد به نام گاتلند فیلمبرداری شد که نزدیک فارو، محلی که اکثر فیلم‌های برگمان در آن کارگردانی شده بود است. تارکوفسکی در ابتدا در نظر داشت که کار ساخت فیلم در همان فارو انجام شود که با مخالفت ارتش سوئد مواجه شد. همچنین کار فیلمبرداری نیز توسط اسون نیکوست انجام شد که فیلمبردار محبوب برگمان بوده‌است. در میان بازیگران نیز ارلاند جوزفسون بازیگری که سابقه طولانی همکاری با برگمان دارد در فیلم به ایفای نقش پرداخته‌است. طراح صحنه فیلم آنا آسپ است که قبل از این به خاطر طراحی صحنه فیلم فانی و الکساندر برنده جایزه اسکار شده‌است. همچنین پسر برگمان، دانیل برگمان، دستیار دوربین فیلم است.